# Marco Minniti
Pour les articles homonymes, voir Minniti.
Domenico Minniti, dit Marco Minniti, né le 6 juin 1956 à Reggio de Calabre, est un homme politique italien membre du Parti démocrate (PD).
Il est ministre de l'Intérieur entre le 12 décembre 2016 et le 1er juin 2018 dans le gouvernement de coalition du président du Conseil des ministres démocrate Paolo Gentiloni.
Député à partir 2001, il est élu sénateur en 2013. Il devient ensuite secrétaire d'État à la présidence du Conseil, chargé de la Sécurité de la République sous l'autorité d'Enrico Letta puis Matteo Renzi.